# Conor Harte
Conor Harte (Cork, 3 april 1988) is een Iers hockeyer.

## Levensloop
Harte werd op 13-jarige leeftijd actief in het hockey op Bandon Grammar School. Vervolgens was hij actief bij Cork Harlequins. In 2006 maakte hij de overstap naar Pembroke Wanderers HC. Met deze club werd hij onder meer landskampioen en won hij de Irish Senior Cup en de EuroHockey Club Trophy I in 2009. Terzelfder tijd was hij actief bij DCU HC, het hockeyteam van Dublin City University.
In 2010 maakte hij zijn debuut in de Nederlandse competitie bij Stichtsche CHC. In 2013 keerde hij voor één seizoen terug naar Pembroke Wanderers HC om vervolgens uit te komen voor het Belgische RRC Bruxelles. Bij deze club bleef hij actief tot 2021. Daarnaast was hij in 2015 actief in de Hockey India League voor Dabang Mumbai. Vervolgens sloot hij aan bij KHC Dragons.
Daarnaast maakte hij deel uit van het Iers hockeyteam. Met de nationale ploeg won hij onder meer brons op het Europees kampioenschap van 2015 te Londen.
Zijn vader Kieran was eveneens sportief actief. Hij was onder meer keeper voor het Gaelic football-team van County Tyrone in de Ulster Senior Football Championship in 1972. Zijn tweelingsbroer David speelt eveneens hockey.